# Marcello Lepore
Marcello Lepore est un tireur sportif italien.

## Palmarès
Marcello Lepore a remporté l'épreuve Cominazzo (réplique) aux championnats du monde MLAIC organisés en 2004 à Batesville  aux États-Unis  .